# النقل بالسكك الحديدية في الإمارات

شعار الاتحاد للقطارات - 2011

النقل بالسكك الحديدية في الإمارات العربية المتحدة هو وسيلة نقل تتوسع في الإمارات العربية المتحدة. وتعتبر شركة الاتحاد للقطارات هي شركة السكك الحديدية الوطنية، وهي شركة مملوكة للدولة.

## الخط الرئيسي
تمتلك شركة الاتحاد للقطارات شبكة السكك الحديدية الرئيسية في دولة الإمارات العربية المتحدة وتديرها.
ترتبط شركة الاتحاد بالدول العربية المجاورة في دول الخليج العربي عبر سكة حديد الخليج.

## ضمن الدولة
- خريطة السكك الحديدة الموجودة والمستقبلية في الإمارات مترو دبي
- سكة نخلة جميرا الأحادية في دبي
- ترام دبي
- عربة دبي

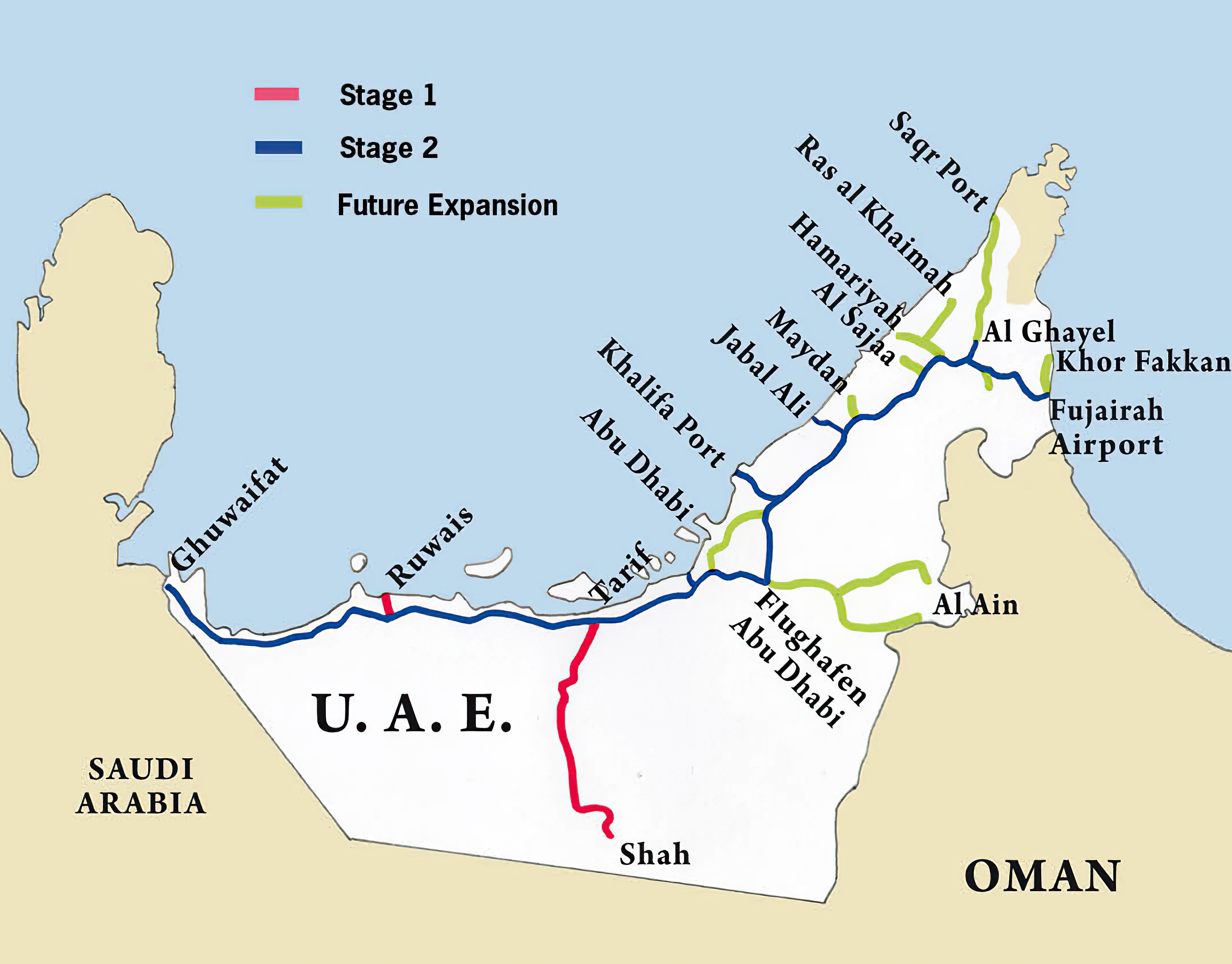
خريطة السكك الحديدة الموجودة والمستقبلية في الإمارات

- نظام نقل الركاب الآلي في مطار دبي الدولي

## قيد الإنشاء أو مقترح
- مترو أبو ظبي
- ترام أبو ظبي
- مترو الشارقة
- ترام الشارقة
- ترام عجمان